# A1 Team Mônaco
A A1 Team Mônaco foi a equipe que representou Mônaco na A1 Grand Prix, uma categoria internacional de corridas. A equipe participou da categoria na temporada de 2008–09 Os titulares da entrada para a A1 Team Mônaco eram Hubertus Bahlsen e o ex-piloto de Fórmula 3 e GP2 Series Clivio Piccione – que também atuou como piloto de corrida.